# 4e cérémonie des Satellite Awards
La 4e cérémonie des Satellite Awards, décernée par The International Press Academy, a eu lieu le 16 janvier 2000, et a récompensé les films, téléfilms et séries télévisées produits l'année précédente.

## Palmarès

### Cinéma

#### Meilleur film dramatique
- Révélations (The Insider)
  - American Beauty
  - Boys Don't Cry
  - Magnolia
  - La neige tombait sur les cèdres (Snow falling on cedars)
  - Le Talentueux Mr Ripley (The Talented Mr. Ripley)

#### Meilleur film musical ou comédie
- Dans la peau de John Malkovich (Being John Malkovich)
  - Bowfinger, roi d'Hollywood (Bowfinger)
  - Dick, les dessous de la présidence (Dick)
  - L'Arriviste (Election)
  - Un mari idéal (An Ideal Husband)
  - Coup de foudre à Notting Hill (Notting Hill)

#### Meilleur réalisateur
- Michael Mann pour Révélations (The Insider)
  - Paul Thomas Anderson pour Magnolia
  - Scott Hicks pour La neige tombait sur les cèdres (Snow falling on cedars)
  - Sam Mendes pour American Beauty
  - Anthony Minghella pour Le Talentueux Mr Ripley (The Talented Mr. Ripley)
  - Kimberly Peirce pour Boys Don't Cry

#### Meilleur acteur dans un film dramatique
- Terence Stamp pour le rôle de Wilson dans L'Anglais (The Limey)
  - Russell Crowe pour le rôle de Jeffrey Wigand dans Révélations (The Insider)
  - Richard Farnsworth pour le rôle d'Alvin Straight dans Une histoire vraie (The Straight Story)
  - Al Pacino pour le rôle de Lowell Bergman dans Révélations (The Insider)
  - Kevin Spacey pour le rôle de Lester Burnham dans American Beauty
  - Denzel Washington pour le rôle de Rubin Carter dans Hurricane Carter (The Hurricane)

#### Meilleure actrice dans un film dramatique
- Hilary Swank pour le rôle de Brandon Teena dans Boys Don't Cry
  - Annette Bening pour le rôle de Carolyn Burnham dans American Beauty
  - Elaine Cassidy pour le rôle de Felicia dans Le Voyage de Félicia (Felicia's Journey)
  - Nicole Kidman pour le rôle de Alice Harford dans Eyes Wide Shut
  - Youki Kudoh pour le rôle de Hatsue Miyamoto dans La neige tombait sur les cèdres (Snow falling on cedars)
  - Sigourney Weaver pour le rôle de Alice Goodwin dans Une carte du monde (A Map of the World)

#### Meilleur acteur dans un film musical ou une comédie
- Philip Seymour Hoffman pour le rôle de Rusty dans Personne n'est parfait(e) (Flawless)
  - Jim Carrey pour le rôle d'Andy Kaufman dans Man on the Moon
  - Johnny Depp pour le rôle d'Ichabod Crane dans Sleepy Hollow : La Légende du cavalier sans tête (Sleepy Hollow)
  - Rupert Everett pour le rôle d'Arthur Goring dans Un mari idéal (An Ideal Husband)
  - Sean Penn pour le rôle d'Emmet Ray dans Accords et Désaccords (Sweet and Lowdown)
  - Steve Zahn pour le rôle de Wayne Wayne Wayne Jr. dans Happy, Texas

#### Meilleure actrice dans un film musical ou une comédie
- Janet McTeer pour le rôle de Mary Jo Walker dans Libres comme le vent (Tumbleweeds)
  - Julianne Moore pour le rôle de Laura Cheveley dans Un mari idéal (An Ideal Husband)
  - Frances O'Connor pour le rôle de Fanny Price dans Mansfield Park
  - Julia Roberts pour le rôle de Anna Scott dans Coup de foudre à Notting Hill (Notting Hill)
  - Cecilia Roth pour le rôle de Manuela dans Tout sur ma mère (Todo sobre mi madre)
  - Reese Witherspoon pour le rôle de Tracy Flick dans L'Arriviste (Election)

#### Meilleur acteur dans un second rôle dans un film dramatique
- Harry Lennix pour le rôle d'Aaron dans Titus
  - Tom Cruise pour le rôle de Frank "T.J." Mackey dans Magnolia
  - Michael Caine pour le rôle de Wilbur Larch dans L'Œuvre de Dieu, la part du Diable (The Cider House Rules)
  - Doug Hutchison pour le rôle de Percy Wetmore dans La Ligne verte (The Green Mile)
  - Jude Law pour le rôle de Dickie Greenleaf dans Le Talentueux Mr Ripley (The Talented Mr. Ripley)
  - Christopher Plummer pour le rôle de Mike Wallace dans Révélations (The Insider)

#### Meilleure actrice dans un second rôle dans un film dramatique
- Chloë Sevigny pour le rôle de Lana dans Boys Don't Cry
  - Erykah Badu pour le rôle de Rose Rose dans L'Œuvre de Dieu, la part du Diable (The Cider House Rules)
  - Toni Collette pour le rôle de Lynn Sear dans Sixième Sens (The Sixth Sense)
  - Jessica Lange pour le rôle de Tamora dans Titus
  - Sissy Spacek pour le rôle de Rose Straight dans Une histoire vraie (The Straight Story)
  - Charlize Theron pour le rôle de Candy Kendall dans L'Œuvre de Dieu, la part du Diable (The Cider House Rules)

#### Meilleur acteur dans un second rôle dans un film musical ou une comédie
- William H. Macy pour le rôle du Sheriff Chappy Dent dans Happy, Texas
  - Dan Hedaya pour le rôle du Président Richard Nixon dans Dick, les coulisses de la présidence (Dick)
  - Rhys Ifans pour le rôle de Spike dans Coup de foudre à Notting Hill (Notting Hill)
  - Bill Murray pour le rôle de Tommy Crickshaw dans Broadway, 39e rue (Cradle Will Rock)
  - Ving Rhames pour le rôle de Marcus dans À tombeau ouvert (Bringing Out the Dead)
  - Alan Rickman pour le rôle de Metatron dans Dogma

#### Meilleure actrice dans un second rôle dans un film musical ou une comédie
- Catherine Keener pour le rôle de Maxine Lund dans Dans la peau de John Malkovich (Being John Malkovich)
  - Cate Blanchett pour le rôle de Lady Gertrude Chiltern dans Un mari idéal (An Ideal Husband)
  - Cameron Diaz pour le rôle de Lotte Schwartz dans Dans la peau de John Malkovich (Being John Malkovich)
  - Samantha Morton pour le rôle de Hattie dans Accords et Désaccords (Sweet and Lowdown)
  - Antonia San Juan pour le rôle de Agrado dans Tout sur ma mère (Todo sobre mi madre)
  - Tori Spelling pour le rôle de Katherine dans Trick

#### Meilleure distribution
- Magnolia

#### Meilleur scénario original
- Sixième Sens (The Sixth Sense) – M. Night Shyamalan
  - American Beauty –  Alan Ball
  - Dans la peau de John Malkovich (Being John Malkovich) – Charlie Kaufman
  - Magnolia – Paul Thomas Anderson
  - Les Rois du désert (Three Kings) – David O. Russell
  - Le Choix d'une vie (Walk on the Moon) – Pamela Gray

#### Meilleur scénario adapté
- L'Œuvre de Dieu, la part du Diable (The Cider House Rules) – John Irving
  - Le Voyage de Félicia (Felicia's Journey) – Atom Egoyan
  - Une carte du monde (A Map of the World) – Peter Hedges et Polly Platt
  - Onegin – Peter Ettedgui et Michael Ignatieff
  - Le Talentueux Mr Ripley (The Talented Mr. Ripley) – Anthony Minghella
  - Titus – Julie Taymor

#### Meilleure direction artistique
- Sleepy Hollow
  - Anna et le Roi (Anna and the King)
  - Un mari idéal (An Ideal Husband)
  - L'Empereur et l'Assassin (荊柯刺秦王)
  - La Légende du pianiste sur l'océan (La Leggenda del pianista sull'oceano)
  - Titus

#### Meilleurs costumes
- Sleepy Hollow
  - Anna et le Roi (Anna and the King)
  - L'Empereur et l'Assassin (荊柯刺秦王)
  - Un mari idéal (An Ideal Husband)
  - Le Violon rouge
  - Titus

#### Meilleure photographie
- Sleepy Hollow
  - American Beauty
  - Anna et le Roi (Anna and the King)
  - Eyes Wide Shut
  - La neige tombait sur les cèdres (Snow falling on cedars)
  - Le Talentueux Mr Ripley (The Talented Mr. Ripley)

#### Meilleur montage
- Sixième Sens (The Sixth Sense)
  - American Beauty
  - Buena Vista Social Club
  - Révélations (The Insider)
  - Sleepy Hollow
  - Le Talentueux Mr Ripley (The Talented Mr. Ripley)

#### Meilleur son
- Sleepy Hollow
  - Buena Vista Social Club
  - Eyes Wide Shut
  - L'Empereur et l'Assassin (荊柯刺秦王)
  - Sixième Sens (The Sixth Sense) – Allan Byer et Michael Kirchberger
  - Star Wars, épisode I : La Menace fantôme (Star Wars, Episode I: The Phantom Menace)

#### Meilleurs effets visuels
- Stuart Little
  - Matrix
  - La Momie (The Mummy)
  - Sleepy Hollow
  - Star Wars, épisode I : La Menace fantôme (Star Wars, Episode I: The Phantom Menace)
  - Titus

#### Meilleure musique de film
- Sleepy Hollow – Danny Elfman
  - La Légende du pianiste sur l'océan (La Leggenda del pianista sull'oceano) – Ennio Morricone
  - Vorace (Ravenous) – Damon Albarn et Michael Nyman
  - Le Violon rouge – John Corigliano
  - La neige tombait sur les cèdres (Snow falling on cedars) – James Newton Howard
  - Thomas Crown (The Thomas Crown Affair) – Bill Conti

#### Meilleure chanson originale
- "When She Loved Me" interprétée par Sarah McLachlan – Toy Story 2
  - "Get Lost" – Une vie à deux (The Story of Us)
  - "Mountain Town" – South Park, le film (South Park: Bigger Longer and Uncut)
  - "Save Me" – Magnolia
  - "Still" – Dogma
  - "The World Is Not Enough" – Le monde ne suffit pas (The World Is Not Enough)

#### Meilleur film étranger
(ex æquo)
- Tout sur ma mère •  Espagne
- Three Seasons (Ba mua) •  Vietnam /  États-Unis
  - L'Empereur et l'Assassin (荊柯刺秦王) •  France /  Japon /  Chine
  - Le Roi des masques (变脸) •  Chine /  Hong Kong
  - Le Violon rouge •  Canada /  Italie /  Royaume-Uni
  - Cours, Lola, cours (Lola rennt) •  Allemagne

#### Meilleur film d'animation
- Toy Story 2
  - Le Géant de fer (The Iron Giant)
  - Princesse Mononoké (もののけ姫)
  - South Park, le film (South Park: Bigger Longer and Uncut)
  - Stuart Little
  - Tarzan

#### Meilleur documentaire
- Buena Vista Social Club réalisé par Wim Wenders

### Télévision
Note : le symbole « ♕ » rappelle le gagnant de l'année précédente (si nomination).

#### Meilleure série télévisée dramatique
- À la Maison-Blanche (The West Wing)
  - New York, police judiciaire (Law & Order)
  - Oz ♕
  - The Practice : Bobby Donnell et Associés (The Practice)
  - Les Soprano (The Soprano)

#### Meilleure série télévisée musicale ou comique
- Action
  - Becker
  - Dharma et Greg (Dharma and Greg)
  - Frasier
  - Sex and the City

#### Meilleure mini-série
- Hornblower 
  - Bonanno: A Godfather's Story
  - Jeanne d'Arc
  - P.T. Barnum
  - Purgatory

#### Meilleur téléfilm
- Strange Justice (en)
  - Introducing Dorothy Dandridge
  - A Lesson Before Dying
  - RKO 281
  - A Slight Case of Murder

#### Meilleur acteur dans une série télévisée dramatique
- Martin Sheen pour le rôle de Josiah Bartlet dans À la Maison-Blanche (The West Wing)
  - James Gandolfini pour le rôle de Tony Soprano dans Les Soprano (The Sopranos)
  - Dylan McDermott pour le rôle de Bobby Donnell dans The Practice : Bobby Donnell et Associés (The Practice)
  - Eamonn Walker pour le rôle de Kareem Said dans Oz
  - Sam Waterston pour le rôle de Jack McCoy dans New York, police judiciaire (Law and Order)

#### Meilleure actrice dans une série télévisée dramatique
- Camryn Manheim pour le rôle d'Ellenor Frutt dans The Practice : Bobby Donnell et Associés (The Practice)
  - Lorraine Bracco pour le rôle du Dr Jennifer Melfi dans Les Soprano (The Sopranos)
  - Edie Falco pour le rôle de Carmela Soprano dans Les Soprano (The Sopranos)
  - Mariska Hargitay pour le rôle d'Olivia Benson dans New York, unité spéciale (Law & Order: Special Victims Unit)
  - Kelli Williams pour le rôle de Lindsay Dole dans The Practice : Bobby Donnell et Associés (The Practice)

#### Meilleur acteur dans une série télévisée musicale ou comique
- Jay Mohr pour le rôle de Peter Dragon dans Action
  - Ted Danson pour le rôle de John Becker dans Becker
  - Thomas Gibson pour le rôle de Greg Montgomery dans Dharma et Greg (Dharma and Greg)
  - Eric McCormack pour le rôle de Will Truman dans Will et Grace (Will and Grace)
  - David Hyde Pierce pour le rôle de Niles Crane dans Frasier

#### Meilleure actrice dans une série télévisée musicale ou comique
- Illeana Douglas pour le rôle de Wendy Ward dans Action
  - Jennifer Aniston pour le rôle de Rachel Green dans Friends
  - Jenna Elfmanpour le rôle de Dharma Montgomery dans Dharma et Greg (Dharma and Greg)
  - Calista Flockhart pour le rôle de Ally McBeal dans Ally McBeal
  - Jane Leeves pour le rôle de Daphne Moon dans Frasier

#### Meilleur acteur dans une mini-série ou un téléfilm
- William H. Macy pour le rôle de Terry Thorpe dans A Slight Case of Murder
  - Beau Bridges pour le rôle de P.T. Barnum dans P.T. Barnum
  - Don Cheadle pour le rôle de Grant Wiggins dans A Lesson Before Dying
  - Delroy Lindo pour le rôle de Clarence Thomas dans Strange Justice (en)
  - Brent Spiner pour le rôle de Earl Mills dans Introducing Dorothy Dandridge

#### Meilleure actrice dans une mini-série ou un téléfilm
- Linda Hamilton pour le rôle de  dans The Color of Courage
  - Kathy Bates pour le rôle de Miss Agatha Hannigan dans Annie
  - Halle Berry pour le rôle de Dorothy Dandridge dans Introducing Dorothy Dandridge
  - Leelee Sobieski pour le rôle de Jeanne d'Arc dans Jeanne d'Arc (Joan of Arc)
  - Regina Taylor pour le rôle d'Anita Hill dans Strange Justice (en)

### Récompenses spéciales
Révélation de l'année
- Haley Joel Osment dans Sixième Sens et Un monde meilleur

Mary Pickford Award
- Maximilian Schell

Outstanding Service in the Entertainment Industry
- Dale Olson

Outstanding Contribution to Entertainment New Media
- Le site web du Projet Blair Witch

## Récompenses et nominations multiples

### Nominations multiples
Cinéma
9 : Sleepy Hollow
7 : American Beauty
6 : Magnolia, Révélations, Titus, Le Talentueux Mr Ripley
5 : La neige tombait sur les cèdres
4 : Boys Don't Cry, Sixième Sens, L'Œuvre de Dieu, la part du Diable
3 : Eyes Wide Shut, Tout sur ma mère, Dans la peau de John Malkovich, Coup de foudre à Notting Hill
2 : Toy Story 2
Télévision

### Récompenses multiples
Cinéma
5 / 9 : Sleepy Hollow
2 / 6 : Révélations
2 / 4 : Boys Don't Cry, Sixième Sens
2 / 3 : Dans la peau de John Malkovich
2 / 2 : Toy Story 2
Télévision